# The Weather Channel Latin America
The Weather Channel Latin America (em espanhol: El Canal del Tiempo; em português: O Canal do Tempo) foi um canal de televisão por assinatura criado pelo The Weather Channel em 1996 e que era voltado para os países da América Latina de língua espanhola e para a comunidade hispânica nos Estados Unidos. Também foi criada uma versão do canal em língua portuguesa para o Brasil em 1998. Sua sede era localizada na cidade de Atlanta, porém o canal tinha estúdios em Buenos Aires, Cidade do México e São Paulo. Entretanto, o canal foi extinto no dia 20 de dezembro de 2002 tanto na América Latina quanto no Brasil, com o objetivo de corte de gastos por parte do canal estadunidense.

## Programas
- Panorama: Semelhante ao programa Weekend Now. Previsões para o fim de semana.
- Destinos: Previsões para 3 dias para cidades da Flórida (aos 13 minutos de cada hora) e cidades da América Latina como Acapulco, Rio de Janeiro e Santo Domingo (aos 43 minutos de cada hora).
- Nuestro Planeta / Nosso Planeta: Informação sobre o planeta Terra.

### Previsão Local
A versão latino-americana de Local on the 8s, gerada na plataforma Weather Star XL. Previsões a cada 10 minutos às "0s" na versão em espanhol e a cada "5s" no Brasil. Algumas das músicas usadas para aquelas previsões foram tocadas no Weatherscan, operado pelo The Weather Channel em 2003.

## Apresentadores

### Versão em espanhol
- Guillermo Arduino
- Lola Martínez
- Eduardo Rodríguez
- Carolina Saiz
- Katrina Voss
- Raúl Ayrala
- Selene Feria
- María Antonieta Mejia
- Maricarmen Ramos
- Luis Carrera
- Armando Benítez
- Paola Elorza
- Óscar Petit

### Versão em português[1][2]
- Ricardo Nogueira
- Cibele Lorenzoni
- Kátia Fernandes
- Joana Madruga

## Websites
O The Weather Channel ainda mantém websites na América Latina e no Brasil.